# London Calling
London Calling är ett musikalbum av The Clash, släppt som en dubbel-LP 1979 (1980 i USA). Det var gruppens tredje album totalt och räknas ofta som deras bästa, och också som ett mycket lyckat musikexperiment där rock, punk, rockabilly, reggae med mera binds ihop. 
London Calling var även The Clashs kommersiella genombrott och nådde niondeplatsen på den brittiska albumlistan. Albumet producerades av Guy Stevens, som tidigare hade producerat Mick Jones favoritgrupp Mott the Hoople. På originalskivan fanns inte "Train in Vain" utan den gavs ut på en senare pressning av skivan 
År 2004 gavs en jubileumsversion ut - 25th Anniversary Edition - som även innehåller demos, The Vanilla Tapes, och en DVD med intervjuer och filmklipp från inspelningen med bland annat en hoppande och stolslängande Guy Stevens. 
TT Nyhetsbyrån beskrev omslaget som "ett av skivhistoriens mest berömda, där Paul Simonon dunkar sönder sin elbas mot scengolvet i en framåtböjd ställning där han med fladdrande tröja har drag av puckelryggen i Notre Dame." Fotograf är Pennie Smith. Grafiken på texten "London Calling" är influerad av Elvis Presleys debutalbum Elvis Presley.

## Låtlista
Alla låtar skrivna av Mick Jones och Joe Strummer där inte annat anges.
Sida ett
1. "London Calling" - 3:20
2. "Brand New Cadillac" (Vince Taylor) - 2:08
3. "Jimmy Jazz" - 3:54
4. "Hateful" - 2:44
5. "Rudie Can't Fail" - 3:29

Sida två
1. "Spanish Bombs" - 3:18
2. "The Right Profile" - 3:54
3. "Lost in the Supermarket" - 3:47
4. "Clampdown" - 3:49
5. "The Guns of Brixton" (Paul Simonon) - 3:09

Sida tre
1. "Wrong 'Em Boyo" - 3:10 (Clive Alphanso)[2]
2. "Death or Glory" - 3:55
3. "Koka Kola" - 1:47
4. "The Card Cheat" (The Clash) - 3:49

Sida fyra
1. "Lover's Rock" - 4:03
2. "Four Horsemen" - 2:55
3. "I'm Not Down" - 3:06
4. "Revolution Rock" - 5:33 (Jackie Edwards/Danny Ray)
5. "Train in Vain (Stand by Me)" - 3:09

## Eftermäle
Albumet utsågs 2003 av Rolling Stone till det åttonde bästa albumet någonsin, på listan "The 500 Greatest Albums of All Time". 2001 placerade Q skivomslaget av London Calling på plats 9 på deras lista "The 100 Best Album Covers Ever" och samma tidskrift har även listat albumet på listorna "Q Readers All Time Top 100 Albums" (plats 32), "Q Readers 100 Greatest Albums Ever" (plats 14), "Q Readers Best Albums Ever" (plats 20) och "Q Magazine's 50 Best Albums of the '70's" (plats 1). 2006 placerade Kerrang! London Calling på plats 13 på sin lista över de 50 bästa punkrockalbumen någonsin. Det finns med i boken  1001 Albums You Must Hear Before You Die. Rolling Stone placerade omslaget på plats 15 på deras lista "The 50 Greatest Album Covers of All Time".
Skivomslaget har parodierats på soundtracket till Tony Hawk's American Wasteland.

## Listplaceringar
| Lista (1979-1980) | Position               |
| ----------------- | ---------------------- |
| Australien        | 16 (Kent Music Report) |
| Finland           | 9                      |
| Frankrike         | 14                     |
| Kanada            | 12 (RPM)               |
| Norge             | 4 (VG-lista)           |
| Nya Zeeland       | 12                     |
| Storbritannien    | 9 (UK Albums Chart)    |
| Sverige           | 2 (Topplistan)         |
| USA               | 27 (Billboard 200)     |
| Österrike         | 17                     |